# 5004 Брух
5004 Брух (5004 Bruch) — астероїд головного поясу, відкритий 8 вересня 1988 року.
Тіссеранів параметр щодо Юпітера — 3,630.